# Petits Suicides entre amis (roman)
Pour le film de Goran Dukić, voir Petits Suicides entre amis.
 (décembre 2023).
Si vous disposez d'ouvrages ou d'articles de référence ou si vous connaissez des sites web de qualité traitant du thème abordé ici, merci de compléter l'article en donnant les références utiles à sa vérifiabilité et en les liant à la section « Notes et références ».
Petits suicides entre amis (Hurmaava joukkoitsemurha, litt. « Un charmant suicide collectif ») est un roman d'Arto Paasilinna, publié en 1990. 
La traduction française paraît en 2003.

## Résumé
Onni Rellonen, petit entrepreneur dont les affaires périclitent et le colonel Hermanni Kemppainen, un veuf éploré, ont l'idée de se suicider ensemble, puis passent une annonce discrète pour rassembler tous ceux qui souhaiteraient le faire ensemble, au sein de leur nouvelle association. Au terme de discussions, les suicidaires décident de passer du bon temps et de voyager tous ensemble avant la date limite qu'ils se sont fixée. Ils embarquent donc pour un périple qui les mènera de la Finlande jusqu'au Portugal.

## Adaptation cinématographique
- 2000 : Hurmaava joukkoitsemurha, film finlandais réalisé par Ere Kokkonen, adaptation du roman éponyme